# The Slaughter Rule
The Slaughter Rule – amerykański film w reżyserii Alexa Smitha i Andrew J. Smitha z 2002 roku.

## Fabuła
Dzieło kina niezależnego osadzone w realiach amerykańskiego małego miasteczka w Montanie opowiadające o przyjaźni młodego sportowca Roya i trenera futbolu amerykańskiego Gedeona.

## Obsada
- Ryan Gosling jako Roy Chutney
- David Morse jako Gedeon 'Gid' Ferguson
- Clea DuVall jako Skyla Sisco
- David Cale jako Floyd
- Eddie Spears jako Tracy Two Dogs
- Kelly Lynch jako Evangeline Chutney
- Amy Adams jako Doreen
- Ken White jako Russ Colfax
- Noah Watts jako Waylon Walks Along
- Kim DeLong jako Lem Axelrod
- Geraldine Keams jako Gretchen Two Dogs
- Douglas Seybern jako wujek Peyton
- Cody Harvey jako trener Motlow
- Melkon Andonian jako Devo
- J.P. Gabriel jako Jute
- Chris Offutt jako Charlie
- John Henry Marshall jako Matt Kibbs
- Volley Reed jako Forfeit Referee
- H.A. Smith jako Slick Higgins
- Michael Mahony jako Nelson Chutney
- Alison Tatlock jako Jolene Chutney
- Betty Ann Conard jako Jailer

## Nominacje i nagrody[1]
- 2002:
  - Sundance Film Festival, nominowany do Grand Jury Prize w kategorii filmu dramatycznego (Alex Smith, Andrew J. Smith),
  - Stockholm Film Festival, nagroda FIPRESCI Prize dla reżyserów,
  - Santa Fe Film Festival, nagroda Milagro dla reżyserów,
- 2003:
  - Independent Spirit Awards, nominowany do John Cassavetes Award za reżyserię i produkcję.